# Clitis
Clitis là một chi bướm đêm thuộc họ Noctuidae.